# Sata Isobe
Pour les articles homonymes, voir Isobe.
Sata Isobe (-Maruyama), née le 19 décembre 1944 dans la préfecture de Chiba et morte le 18 décembre 2016 à Osaka, est une joueuse de volley-ball japonaise.
Elle fait partie de l'équipe japonaise remportant le tournoi olympique de volley-ball de 1964 à Tokyo. Elle remporte aussi le Championnat du monde de volley-ball féminin 1962. Elle met un terme à sa carrière sportive en 1965.
Selon son fils aîné Shigemori Maruyama, nageur aux Jeux olympiques d'été de 1988, elle est emmenée aux urgences après un accident domestique le 19 décembre 2016, et meurt dans la soirée à Osaka.